# Públio Cornélio Lêntulo Cipião
Públio Cornélio Lêntulo Cipião (em latim: Publius Cornelius Lentulus Scipio) foi um senador romano da gente Cornélia nomeado cônsul sufecto em julho de 24 com Caio Calpúrnio Avíola. Era filho de Públio Cornélio Lêntulo Cipião, cônsul em 2.

## Carreira
Uma inscrição encontrada em Brixia fornece detalhes de sua carreira até seu consulado. Seu primeiro cargo foi pretor, depois foi um dos prefeito do Erário de Saturno em 15. Cipião foi depois legado da Legio IX Hispana na África. Tácito menciona Cipião participando da vitoriosa campanha de Quinto Júnio Bleso, o procônsul da África, contra Tacfarinas em 22. O historiador Ronald Syme afirma que esta posição fez dele uma pessoa "notável e aparentemente anômala, sendo o mais antigo nobre registrado no comando de uma legião ainda com status pretoriano".
Depois de seu consulado, Cipião foi procônsul da Ásia. Syme, numa nota de rodapé, afirma que há uma diferença de opinião sobre a data: uma obra autoritativa padrão, "Prosopografia do Império Romano" data o mandato entre 36 e 37, mas uma inscrição descoberta depois de sua publicação na Lídia indica uma data já na época do imperador Cláudio, "presumivelmente em 41-42".

## Família
Sabe-se que Cipião se casou duas vezes. O nome de sua primeira esposa é desconhecido, mas ela foi a mãe do filho mais velho de Cipião, Públio Cornélio (Lêntulo?) Cipião, cônsul sufecto em 56. Sua segunda esposa foi a bela Popeia Sabina, que tinha fama de ser promíscua. Messalina, imperatriz e esposa de Cláudio, desconfiou que ela fosse amante de Décimo Valério Asiático e fez com que Públio Suílio Rufo processasse os dois. Messalina chegou ao ponto de contratar agentes para forçar que ela se matasse, sem sucesso. Popeia morreu em 47 e, poucos dias depois, num jantar com Cipião, Cláudio perguntou-lhe sobre a esposa e Cipião respondeu-lhe simplesmente que Popeia "pagou o débito da natureza".
Outra anedota preservada por Tácito é sobre Cipião e Popeia depois da morte dela. Convocado ao Senado para opinar sobre a finada esposa, Cipião respondeu: "Como eu acho o que todos os homens acham dos feitos de Popeia, suponham que eu disse o que todos os homens disseram".
Cipião teve um filho com Popeia, Públio Cornélio Cipião Asiático, cônsul sufecto em 68, e cujo agnome é uma referência ao mandato de Cipião na Ásia.